# Истленд (Техас)
Истленд (англ. Eastland) — город в США, расположенный в центральной части штата Техас, административный центр одноимённого округа. По данным переписи за 2010 
год число жителей составляло 3960 человек, по оценке Бюро переписи США в 2016 году в городе проживало 3889 человек.

## История
В 1875 году бизнесмены Догерти и Коннелли купили участок земли и заложили город. Жители округа проголосовали за перенос административного центра из Мерримана, новый город был назван Истлендом. В 1877 году в городе появилась первая школа, вскоре появились баптистская, методистская и католическая церкви. В 1880 году жители пожертвовали землю на строительство железной дороги Texas and Pacific Railway. К 1884 году в городе было три церкви, школа, мельница, две машины по очистке хлопка. Первыми газетами в Истленде были Anchor и Chronicle. Город дважды начинал формирование органов местного управления, 6 июня 1891 года и 6 апреля 1897 года.
К 1914 году в поселении работало два банка, телефонная связь, общественная библиотека. Экономика региона сильно зависела от урожая хлопка. С 1917 по 1922 года в регионе нашли нефть и город начал активный ростПри закладке первого камня третьего здания суда округа в городе предположительно в капсулу попала жабовидная ящерица. При завершении строительства в 1928 году капсулу изъяли и обнаружили ящерицу живой. Ящерицу назвали Old Rip (рус. Старая кляча), её изображение стало символом города.

## География
Истленд находится в северной части округа, его координаты: 32°24′06″ с. ш. 98°49′02″ з. д..
Согласно данным бюро переписи США, площадь города составляет около 9,2 км2, полностью занятых сушей.

### Климат
Согласно классификации климатов Кёппена, в Истленде преобладает влажный субтропический климат (Cfa).
| Показатель                    | Янв.  | Фев.  | Март  | Апр. | Май  | Июнь | Июль | Авг. | Сен. | Окт.  | Нояб. | Дек.  | Год   |
| ----------------------------- | ----- | ----- | ----- | ---- | ---- | ---- | ---- | ---- | ---- | ----- | ----- | ----- | ----- |
| Абсолютный максимум, °C       | 32,2  | 35    | 37,2  | 39,4 | 42,2 | 42,8 | 45   | 46,1 | 43,3 | 40,6  | 33,9  | 32,2  | 46,1  |
| Средний суточный максимум, °C | 13,5  | 15,7  | 20,1  | 25,1 | 28,7 | 33   | 35,4 | 35,6 | 31,3 | 26    | 19,3  | 14,6  | 24,8  |
| Средняя температура, °C       | 6,1   | 8,3   | 12,4  | 17,6 | 21,8 | 26,2 | 28,2 | 28,1 | 24,1 | 18,3  | 11,8  | 7,3   | 17,5  |
| Средний суточный минимум, °C  | −1,3  | 0,9   | 4,7   | 10   | 14,8 | 19,3 | 21,1 | 20,6 | 16,8 | 10,7  | 4,3   | −0,1  | 10,2  |
| Абсолютный минимум, °C        | −21,1 | −19,4 | −13,9 | −6,1 | 0,6  | 6,7  | 11,1 | 7,8  | 1,1  | −11,1 | −12,2 | −18,3 | −21,1 |
| Норма осадков, мм             | 35    | 41    | 47    | 67   | 98   | 76   | 47   | 56   | 68   | 73    | 45    | 41    | 695   |
| Источник: weatherbase.com     |       |       |       |      |      |      |      |      |      |       |       |       |       |

## Население
Согласно переписи населения 2010 года в городе проживало 3960 человек, было 1570 домохозяйств и 992 семьи. Расовый состав города: 88,3 % — белые, 2 % — афроамериканцы, 0,4 % — 
коренные жители США, 0,7 % — азиаты, 0,1 % (4 человека) — жители Гавайев или Океании, 7,2 % — другие расы, 1,2 % — две и более расы. Число испаноязычных жителей любых рас составило 18,4 %.
Из 1570 домохозяйств, в 34,6 % живут дети младше 18 лет. 45,1 % домохозяйств представляли собой совместно проживающие супружеские пары (19,4 % с детьми младше 18 лет), в 13,6 % домохозяйств женщины проживали без мужей, в 4,5 % 
домохозяйств мужчины проживали без жён, 36,8 % домохозяйств не являлись семьями. В 31,3 % домохозяйств проживал только один человек, 13,7 % составляли одинокие пожилые люди (старше 65 лет). Средний размер домохозяйства составлял 2,41 человека. Средний размер семьи — 3,03 человека.
Население города по возрастному диапазону распределилось следующим образом: 28,1 % — жители младше 20 лет, 25,8 % находятся в возрасте от 20 до 39, 29,9 % — от 40 до 64, 16,2 % — 65 лет и старше. Средний возраст составляет 36,8 года.
Согласно данным опросов пяти лет с 2012 по 2016 годы, средний доход домохозяйства в Истленде составляет 35 120 долларов США в год, средний доход семьи — 46 375 долларов. Доход на душу населения в городе составляет 27 466 долларов. Около 10,8 % семей и 13,5 % населения находятся за чертой бедности. В том числе 25,3 % в возрасте до 18 лет и 4,2 % старше 65 лет.

## Местное управление
Управление городом осуществляется мэром и городской комиссией, состоящей из 5 человек, выбираемых всем городом на два года.
Другими важными должностями, на которые происходит наём сотрудников, являются:
- Сити-менеджер
- Городской секретарь
- Финансовый директор
- Административный помощник
- Начальник общественных служб
- Шеф полиции
- Муниципальный судья
- Судебный клерк
- Шеф пожарной охраны

## Инфраструктура и транспорт
Основными автомагистралями, проходящими через Истленд, являются:
- межштатная автомагистраль I-20 идёт с северо-востока от Уэтерфорда на запад к Бэрду.
- автомагистраль 6 штата Техас идёт с северо-запада от Олбани на юго-восток к городу Меридиан.

В городе располагается муниципальный аэропорт Истленда. Аэропорт располагает одной взлётно-посадочной полосой длиной 1524 метра. Ближайшим аэропортом, выполняющим коммерческие рейсы, является региональный аэропорт Абилин. Аэропорт находится примерно в 90 километрах к востоку от Истленда.

## Образование
Город обслуживается независимым школьным округом Истленд.

## Экономика
Согласно бюджету города на 2017—2018 финансовый год, планируемые доходы и расходы города в 2018 году составят примерно $7,43 млн.

## Галерея

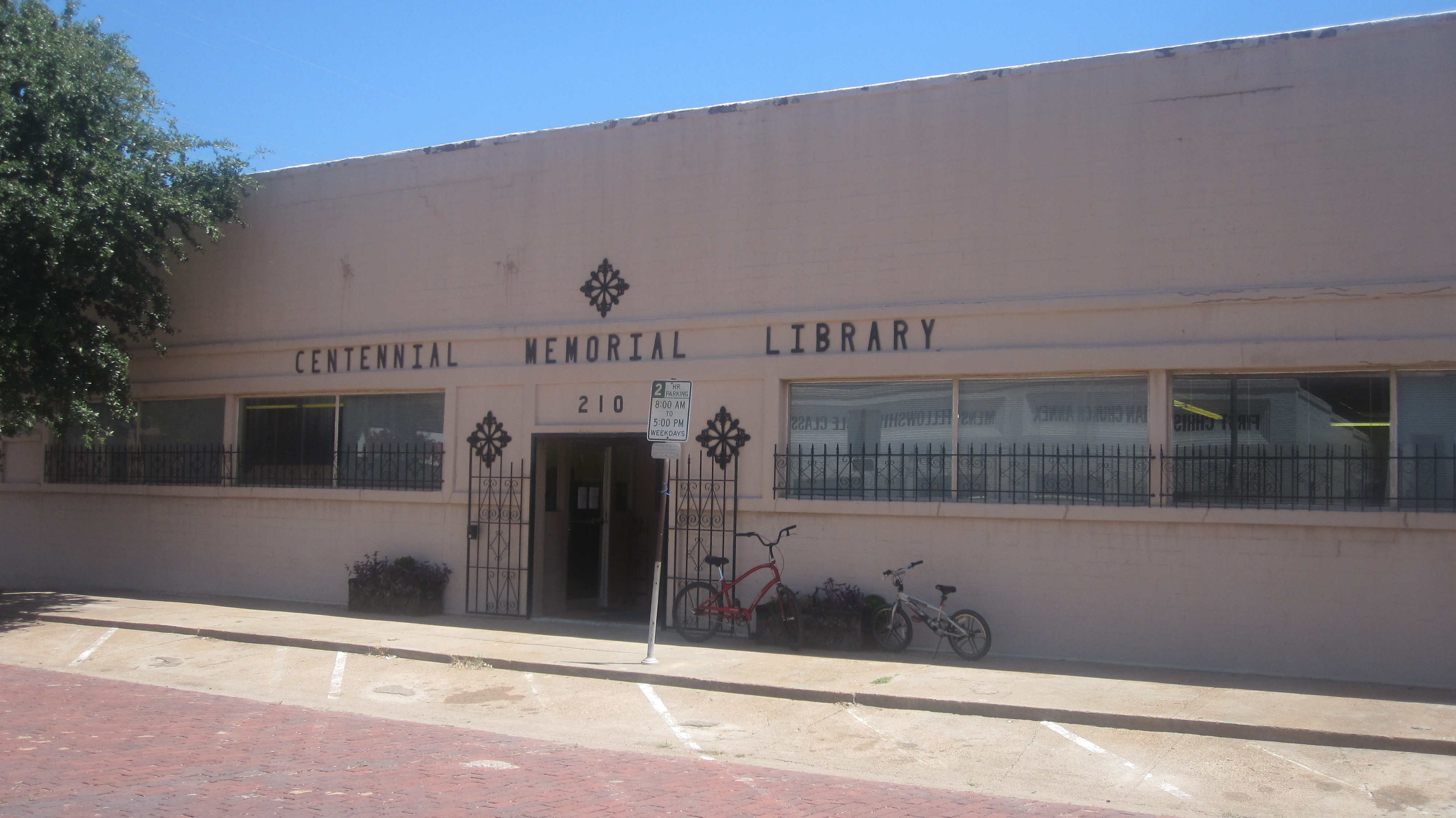
Мемориальная библиотека Истленда
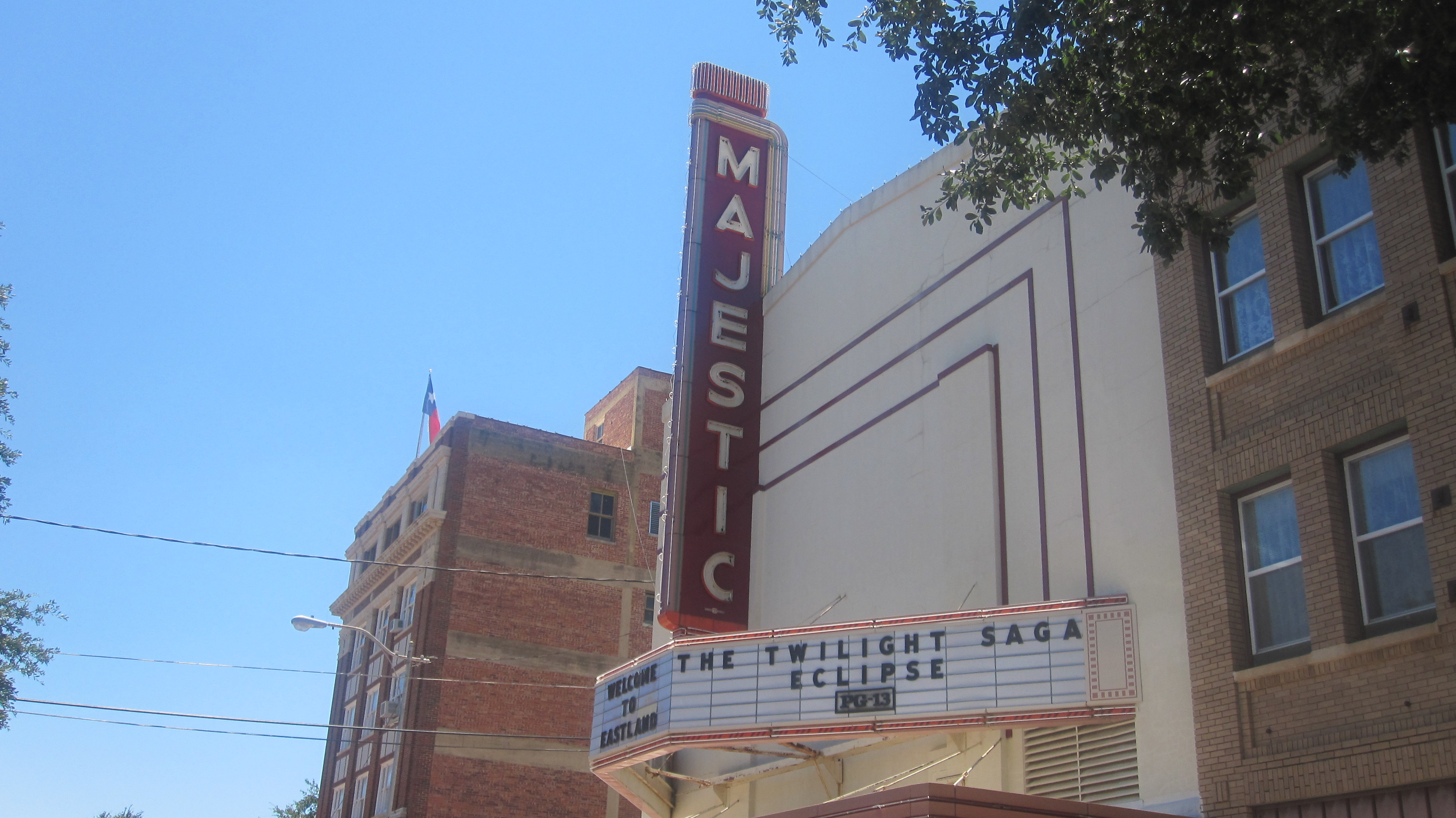
Театр The Majestic Theatre в городе
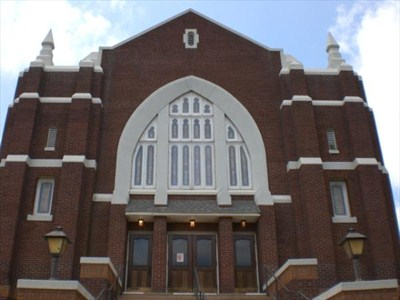
Фасад первой методистской церкви
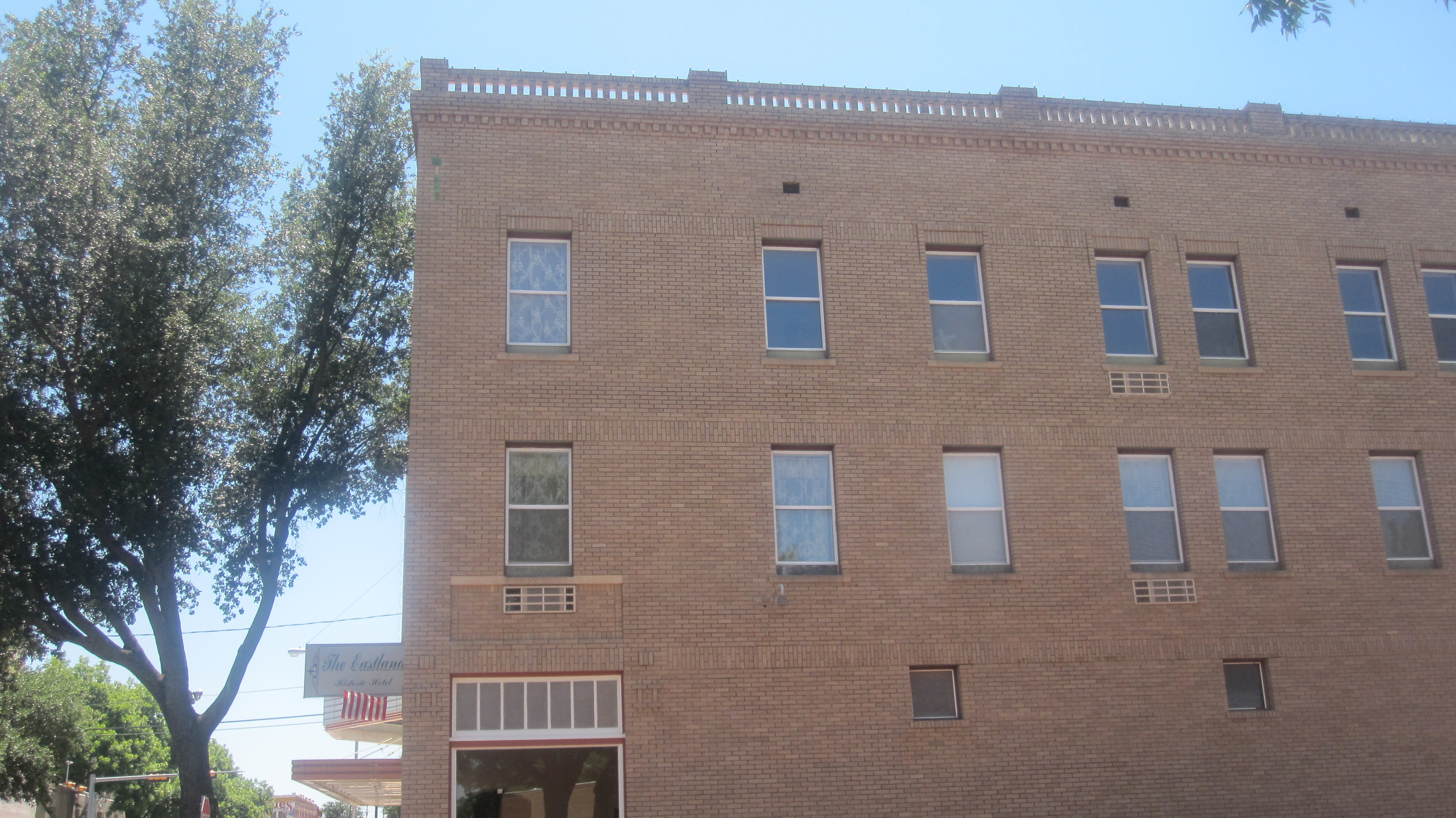
Историческая гостиница Истленда
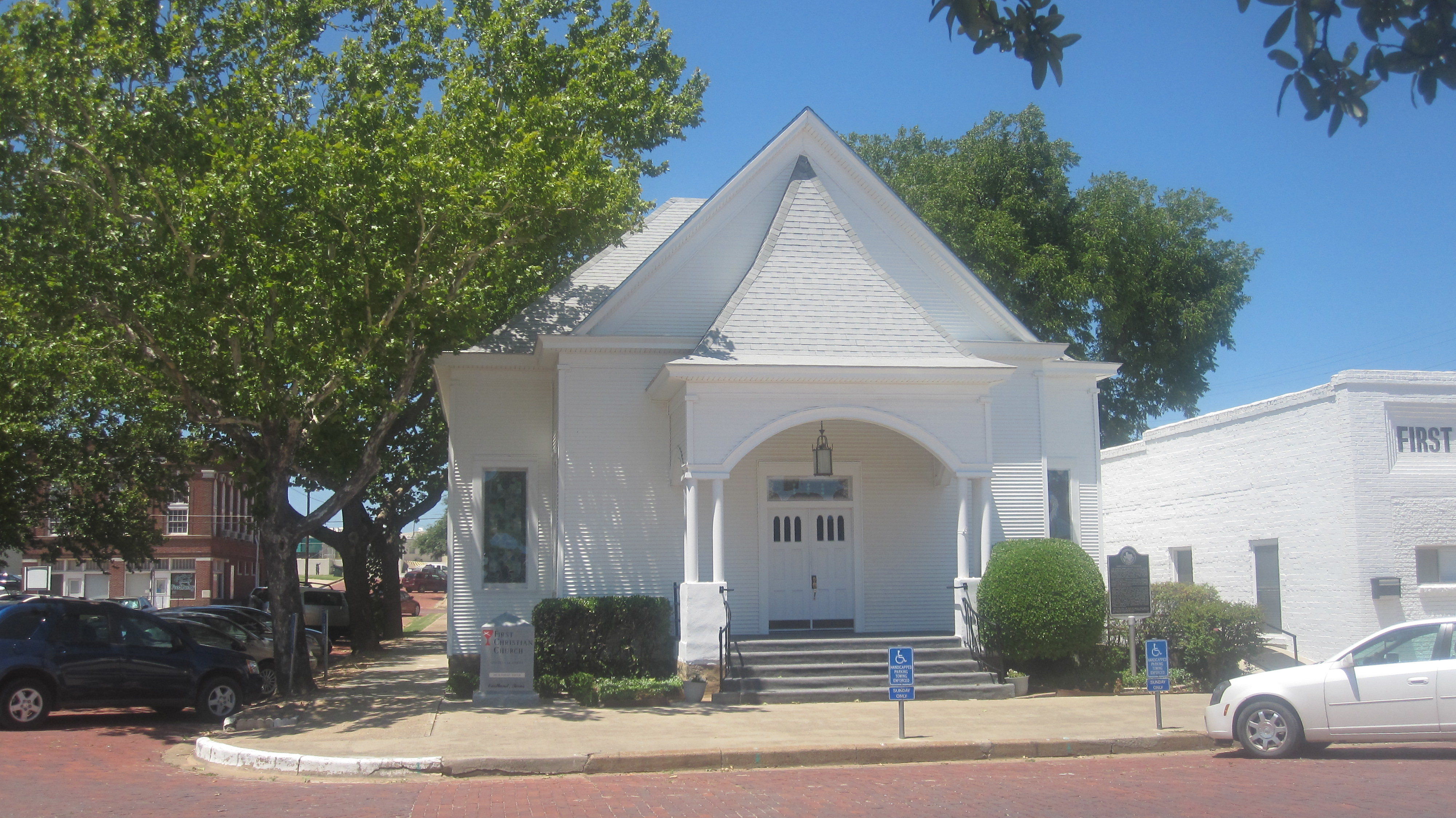
Первая католическая церковь
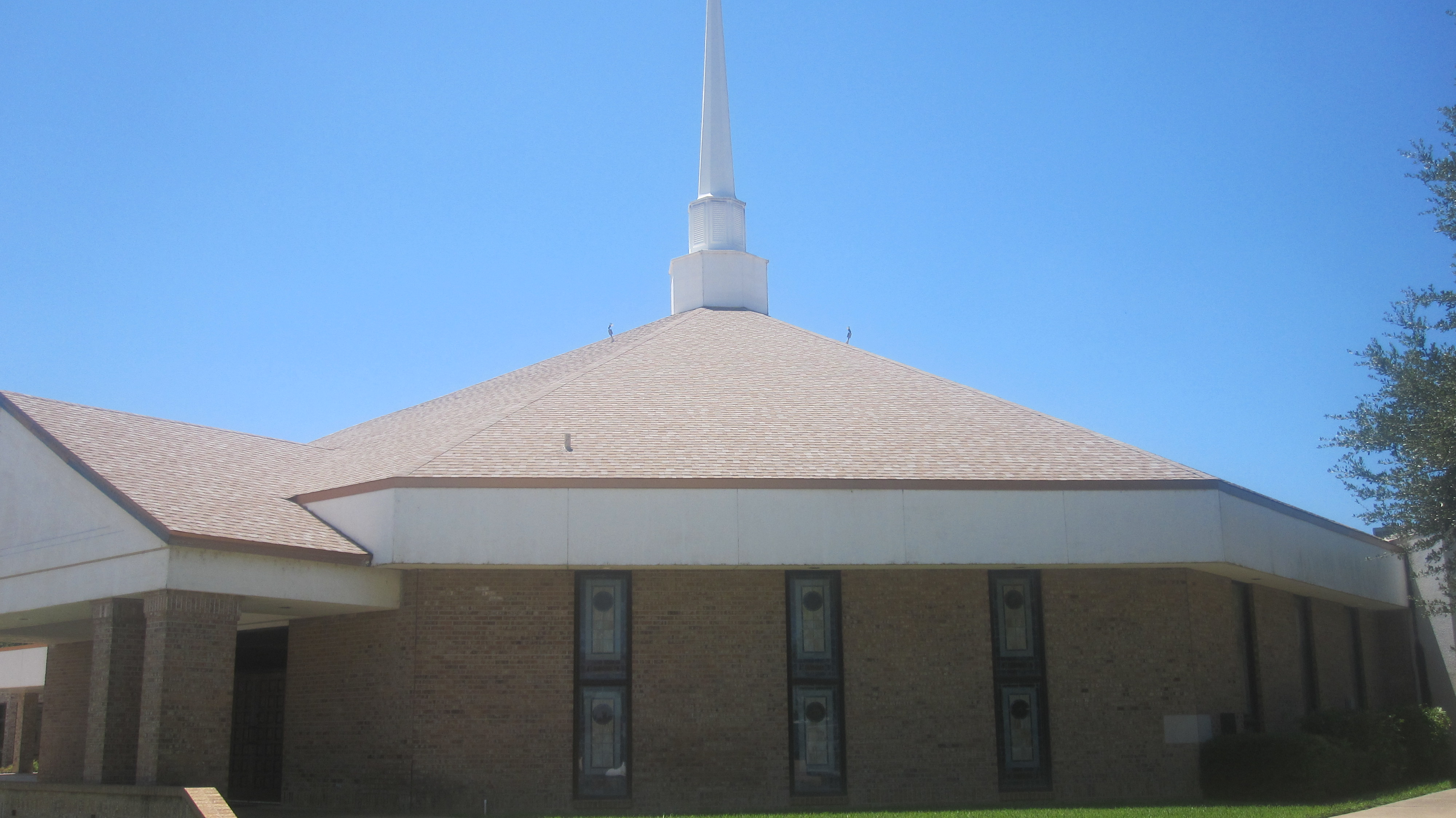
Первая баптистская церковь города